# Hermann Struck
Hermann Struck, né le 6 mars 1876 à Berlin, et mort le 11 janvier 1944, est un artiste peintre, graveur, illustrateur et critique d'art allemand.

## Biographie

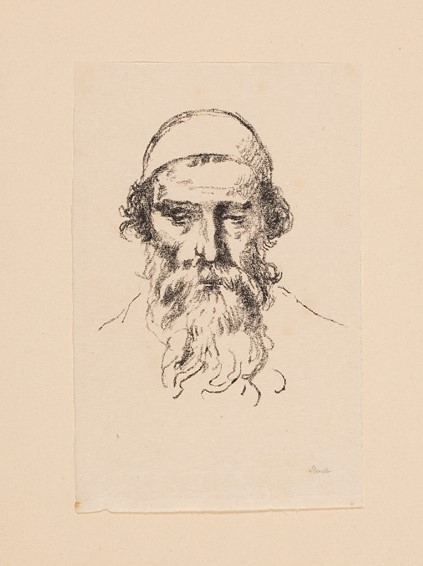
Lithographie d’un rabbin, dans la collection du musée juif de Suisse.

Hermann Struck a été formé à l'Académie des arts de Berlin et a étudié la gravure sous Hans Meyer. Il est allé en voyage pour travailler aux Pays-Bas (1898 au 1899), au Danemark (1902), en Palestine (1903), en Suisse (1905), en Suède et au Royaume-Uni. Après la Première Guerre mondiale, il s'installe en Palestine mandataire. 
Il eut notamment pour professeur le portraitiste Max Koner.